# ランギ・グリーソン
ランギ・グリーソン（Langi Gleeson、2001年7月21日 - ）は、スーパーラグビー・パシフィック、ワラターズに所属するラグビー選手。

## プロフィール
- オーストラリア・シドニー出身[1]。
- ポジションはフランカー(FL)、ナンバーエイト(No8)。
- 身長 189cm、体重 112kg
- オーストラリアA代表に選ばれたことがある[2]。
- オーストラリア代表キャップは5（2024年2月現在）でワールドカップ2023のオーストラリア代表に選ばれた[3]。

## 略歴
2021年、ワラターズに加入。